# 15歳、今日から同棲はじめます。
『15歳、今日から同棲はじめます。』（じゅうごさい、きょうからどうせいはじめます。）は、ももたあこによる日本の漫画作品。2014年12月より、ComicFestaなどの電子書籍配信サイトにて、COMIC維新レーベルで配信中。単行本は彗星社より発売。

## 登場人物
担当声優は、モーションコミック版 / Webアニメ版の順に表記。一人しか記載がない場合はモーションコミック版のものとする。演の項はテレビドラマ版における俳優。
向奏志（むかい そうし）
声 - 鳥越裕貴 / 中島ヨシキ
演 - 財木琢磨
真木日和（まき ひより）
声 - 佐土原かおり / 田中あいみ
演 - 松川星
宮原成（みやはら なり）
声 - 蒼井翔太 / ランズベリー・アーサー
演 - 山崎大輝
深川杏里
声 - 黒瀬ゆうこ / 茜屋日海夏
演 - えのきさりな
木城隼人
演 - 橋本祥平
担任教師
声 - 坂上晶

## 書誌情報
- ももたあこ『15歳、今日から同棲はじめます。』彗星社〈COMIC維新フルカラーコミック〉、既刊3巻（2018年4月18日現在）
  1. 2016年1月18日発売[4]、ISBN 978-4-434-21182-9
  2. 2016年7月18日発売[5]、ISBN 978-4-434-21915-3
  3. 2018年4月18日発売[6]、ISBN 978-4-434-24488-9

## モーションコミック
2017年5月1日よりComicFesta/アニメZONEにて配信された。

## テレビドラマ
1話5分の短編ドラマとして、TOKYO MXにて2018年4月7日から6月30日まで毎週土曜1:00 - 1:05（金曜深夜）に放送された。ComicFestaアニメZone、Youtubeでも同時配信。全13話。

### スタッフ
- 原作 - ももたあこ「15歳、今日から同棲はじめます。」（彗星社 刊）
- 監督・脚本 - 千代達也
- 助監督 - 畝田光記
- 撮影 - 根岸憲一
- 音楽 - 増田太郎
- プロデューサー - 川端基夫
- ラインプロデューサー - 坂上也寸志
- 制作協力 - ポリゴンマジック、クー
- 企画・製作 - TOKYO MX、ウェイブ

### 各話リスト
| 話数       | 放送日  | サブタイトル               |
| ---------- | ------- | -------------------------- |
| episode 1  | 4月7日  | 15歳の同棲                 |
| episode 2  | 4月14日 | たまごやきキス             |
| episode 3  | 4月20日 | 保健室                     |
| episode 4  | 4月27日 | 川の字                     |
| episode 5  | 5月4日  | ともだち                   |
| episode 6  | 5月11日 | 林間学校（１）             |
| episode 7  | 5月18日 | 林間学校（２）             |
| episode 8  | 5月25日 | 15歳のカップル             |
| episode 9  | 6月1日  | バイト イズ スクールライフ |
| episode 10 | 6月8日  | 地味子 or ジミヘン         |
| episode 11 | 6月15日 | 勝負下着                   |
| episode 12 | 6月22日 | 勉強会                     |
| episode 13 | 6月29日 | 夏がくる                   |

## Webアニメ
2018年5月8日よりアニメビーンズで配信のWebアニメ。

### スタッフ
- 原作 - ももたあこ
- 監督・演出・制作進行 - 濱本真理
- 音響監督 - 伊藤巧
- アニメーション制作 - アスラフィルム
- プロデューサー - 大久保圭、廣岡駿
- 製作 - アニメビーンズ